# 布雷利足球會
布雷利足球會(Klubi Sportiv Burreli)是一支位於阿爾巴尼亞布雷利的職業足球會，目前於阿爾巴尼亞甲組足球聯賽角逐。

## 外部連結
- First Division Standings and Stats
- Albania Sport （页面存档备份，存于）